# 漆酶
漆酶(英語：Laccase)（EC 1.10.3.2）是存在于植物、真菌和细菌中以中心金属铜为活性的多铜氧化酶。 漆酶氧化多种酚底物，进行单电子氧化，从而导致交叉链接。  例如，漆酶通过促进单木质素，天然酚家族的氧化偶联，在木质素的形成过程中发挥作用。其他漆酶，如真菌"平菇"产生的漆酶，在降解木质素方面发挥作用，因此可归类为木质素修饰酶。真菌产生的其他漆酶可促进黑色素的生物合成。漆酶可催化芳香族化合物的环状裂解。1883年，吉田彦六郎首先对漆酶进行了研究，随后法国生物化学家加布里埃尔•伯特兰德在1894年对其进行了研究。在漆树的树液中，它有助于形成漆，因此被称为漆酶。

## 活性位置

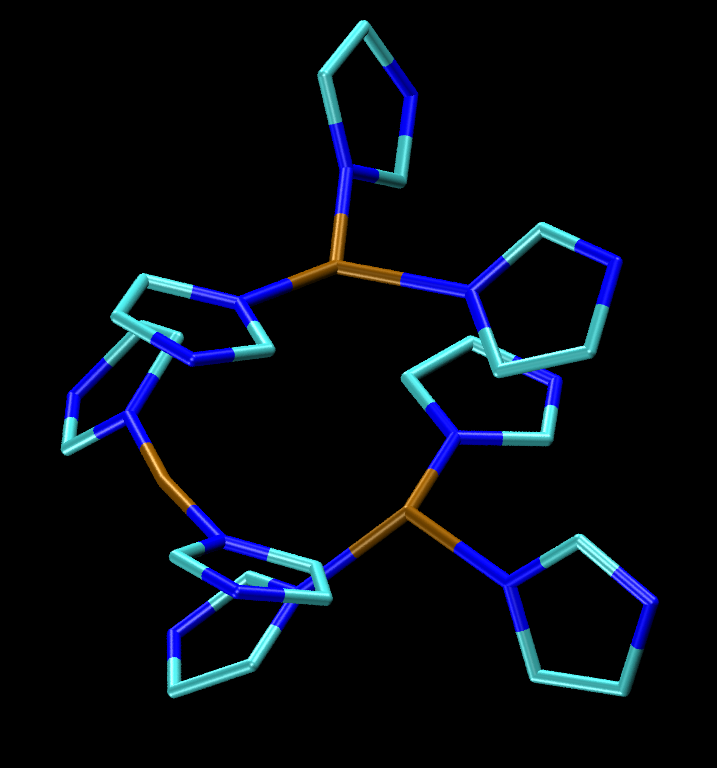
许多漆酶中都存在三个铜位点；请注意，每个铜中心都与组氨酸的咪唑侧链结合在一起（颜色代码：铜为棕色，氮为蓝色）

该酶活性位点由四个铜中心组成，其结构分为 I 型、II 型和 III 型。 三铜集合体包含 II 型和 III 型铜（见图）。 正是这个中心结合了氧气并将其还原成水。 每一对铜（I,II）都能提供这种转换所需的一个电子。 I 型铜不与氧气结合，而只是作为一个电子转移位点。 I 型铜中心由一个铜原子组成，该铜原子至少与两个组氨酸残基和一个半胱氨酸残基连接，但在某些植物和细菌产生的漆酶中，I 型铜中心还含有一个蛋氨酸配体。 III 型铜中心由两个铜原子组成，每个铜原子上都有三个组氨酸配体，并通过一个羟联相互连接。 最后一个铜中心是 II 型铜中心，它有两个组氨酸配体和一个羟基配体。 II 型铜中心与 III 型铜中心共同构成三铜集合体，氧气还原反应就发生在这里。 III 型铜可被 汞（II）取代，从而导致漆酶活性下降。 氰化物会清除酶中的所有铜，已证明不可能再嵌入 I 型和 II 型铜。 不过，III 型铜可以重新嵌入酶中。 其他多种阴离子也会抑制漆酶。
漆酶在低过电位时会影响氧还原反应。 这种酶已被研究用作酶生物燃料电池酶生物燃料电池的阴极。 它们可以与电子介质配对，以促进电子转移到固体电极线上。 漆酶是少数几种商业化的氧化还原酶用作工业催化剂。

## 生物技术
漆酶降解各种芳香聚合物的能力促使人们对其在生物修复和其他工业应用方面的潜力进行研究。 漆酶已被应用于葡萄酒生产和食品工业。 利用真菌和细菌的漆酶降解新出现的污染物的研究也已开展。
 研究表明，漆酶可用于催化大量芳香化合物的降解和解毒，包括偶氮染料、酚甲烷和药物。 其根部分泌这种物质的转基因植物也可以同样的方式使用。